# Myotis rufopictus
Myotis rufopictus — вид рукокрилих ссавців з родини лиликових.

## Таксономічна примітка
Таксон відділено від M. formosus.

## Морфологічна характеристика
Невеликий кажан із загальною довжиною від 114 до 120 мм, довжиною передпліччя від 49 до 55 мм, довжиною хвоста від 44 до 53 мм, довжиною лапи від 11 до 14 мм, довжиною вуха від 19 до 22 мм і вагою до 17 г. Спинні частини яскраво жовто-оранжеві або коричнево-помаранчеві, а черевні частини світліші. Морда коротка і загострена. Вуха відносно короткі, вузькі. Козелок довгий, звужений і з прямим переднім краєм. Крила помаранчеві, перетинки між пальцями ніг чорні та прикріплені ззаду до основи великого пальця. Лапи малі, коричневі. Хвіст довгий і повністю включений у великий уропатій оранжевого кольору.

## Поширення
Країни проживання: Філіппіни.

## Спосіб життя
Уподобання цього виду до місця проживання маловідомі. Він був виявлений у первинних низинних і гірських лісах, а також у сільськогосподарських районах поблизу рівня моря. Він був зареєстрований на Лусоні у вторинних і первинних низинних і гірських лісах, від рівня моря до висоти приблизно 1450 м, включаючи ліс над вапняком і сільськогосподарські поля поблизу лісу.